# Шевченко Володимир Павлович (артист)
Шевченко Володимир Павлович (нар.18 квітня 1935, с. Розенталь (до 1946 р.), тепер Благодатівка, Бериславського р-ну Херсонської обл. — пом. 5 грудня 1994, м.Херсон) — народний артист України . Закінчив Київський інститут театрального мистецтва ім. І.Карпенка-Карого, акторський факультет у 1962 р. (курс професора Мар'яна Крушельницького).

## Театральна діяльність
Служив  усе життя Дніпропетровському національному академічному українському музично-драматичному театру ім. Шевченка у1962–1994 рр. з перервою в Одеському державному українському музично-драматичному театрі (1974).
Володимир Шевченко - видатний актор широкого творчого діапазону, який володів особливим даром внутрішнього і зовнішнього перевтілення, яскравою фантазією. Індивідуальність актора вирізнялася тонкістю психологічного малюнка, глибоким філософським аналізом образу, сміливістю і винахідливістю прийомів, тонким почуттям гумору. Мав хист до малювання, грав на баяні та акордеоні. В творчому доробку артиста близько сотні різнопланових ролей.
Основні ролі: 
Юний партизан Ладичук  - перша роль, епізод у телефільмі "Вулиця Ладичука" (Херсонська телестудія, 1962р.),  Назар («Марина» М.Зарудного), Остап («Тарас Бульба» за М.Гоголем), Семен («Дай серцю волю - заведе в неволю» М.Кропивницького), Василь Безродний («Лимерівна» П.Мирного), Полушкін («Не стріляйте в білих лебедів» Б.Васильєва), Цар («Віщі сни прометея» В.Канівця), Федір «Материнська доля» («Мати-наймичка» за Т.Шевченком), Окоп («Ханума» А.Цагарелі), Чуприна («Тил» М.Зарудного), Винокур і Писар («Майська ніч» М.Старицького), Панас ("Наймичка" І.Карпенка-Карогоя), Жак ("Скупий" Ж.-Б. Мол'єра), Роман ("І змовкли птахи..." І.Шамякіна), Парамон ("Таке довге літо" ), Меженін ("Берег" за Ю. Бондарєвим,  Андрій ("Солдатська вдова" М.Анкілова), Кравцов ("Голубі олені" Коломійця), Василь ("Циганка Аза" М.Старицького), Чупрун ("Тил" М.Зарудного), Юхані ("Молода хазяйка Ніскавуорі" Х.Вуолійокі),  Яшка-артилерист ("Друге весілля в Малинівці" І.Поклада), Благонравов ("Фронт" О.Корнійчука),  Бризгалов («Кафедра» В.Врублевської), Тев'є («П'ять діамантів Тев'є-молочника» за Шолом-Алейхемом), Борис Тимофійович («Леді Макбет Мценського уїзду» Лєскова), Карпо Федорович ("Брехня" В.Винниченка), Дон Педро («З коханням не жартують» П.Кальдерона), Сильвестр, учений монах ("Ярослав Мудрий" І.Кочерги), Манрівний Дяк («Маруся Чурай» Л.Костенко) та багато інших.